# روسو (داکوتای شمالی)
روسو(به انگلیسی: Ruso) شهری در ایالت داکوتای شمالی کشور ایالات متحده آمریکا است که جمعیت آن در سرشماری سال ۲۰۱۰ میلادی، ۴ نفر بوده‌است.